# Austrocylindropuntia shaferi

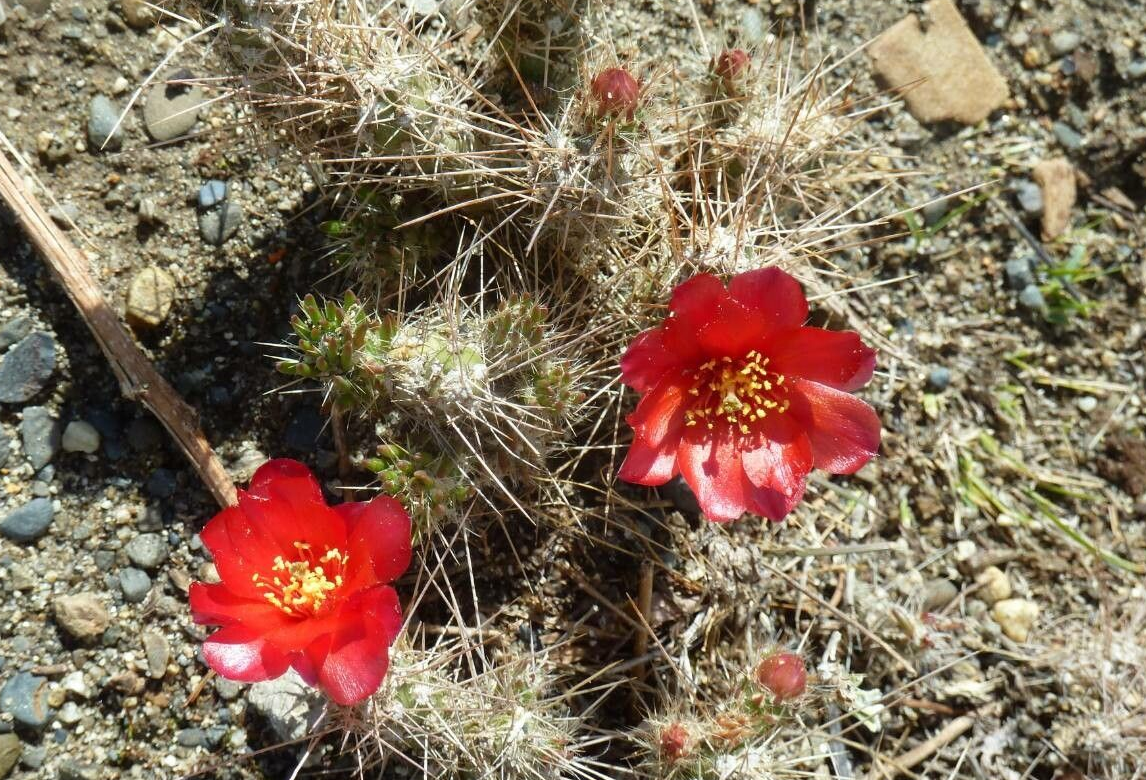
Blüten

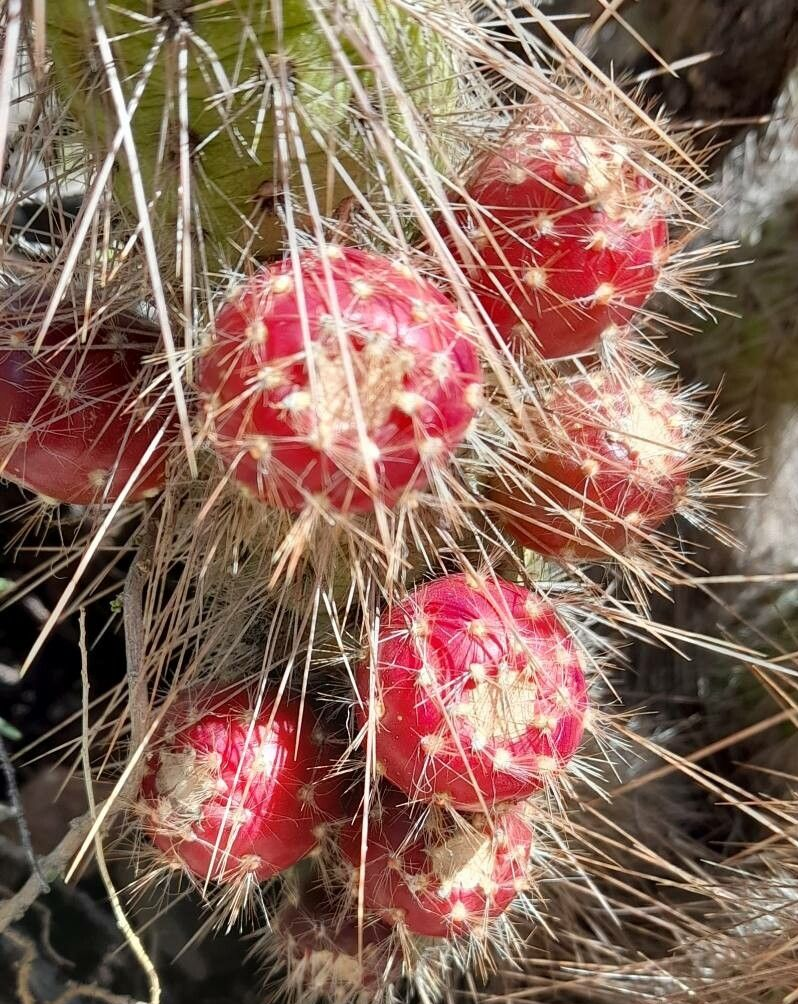
Früchte

Austrocylindropuntia shaferi ist eine Pflanzenart in der Gattung Austrocylindropuntia aus der Familie der Kakteengewächse (Cactaceae). Das Artepitheton shaferi ehrt den US-amerikanischen Botaniker John Adolph Shafer (1863–1918).

## Beschreibung
Austrocylindropuntia shaferi wächst aufrecht und erreicht Wuchshöhen von bis zu 30 Zentimeter und mehr. Die Triebe sind nur leicht in zylindrische bis etwas keulige, undeutlich höckerige Abschnitte von bis zu 15 Zentimeter Länge und einem Durchmesser von 3 Zentimeter gegliedert. Die Blattrudimente sind bis zu 6 Millimeter lang. Aus den eng beieinanderstehenden, kleinen Areolen entspringen bis zu 15 nadelige, nicht sehr kräftige, ausgebreitete Dornen, die bis zu 5 Zentimeter lang sind. Manchmal werden zusätzlich Haare oder Borsten ausgebildet.
Die tiefroten Blüten sind bis zu 3 Zentimeter lang. Das birnenförmige Perikarpell ist mit Haaren besetzt und unbedornt. Die kugelförmigen, leuchtend roten Früchte sind mit Glochiden und Haaren bedeckt. Sie sind bis zu 1,5 Zentimeter lang.

## Verbreitung, Systematik und Gefährdung
Austrocylindropuntia shaferi ist in Bolivien in den Departamentos Chuquisaca und Potosí sowie in Argentinien in der Provinz Jujuy in Höhenlagen von 2500 bis 3500 Metern verbreitet.
Die Erstbeschreibung als Opuntia shaferi durch Nathaniel Lord Britton und Joseph Nelson Rose wurde 1919 veröffentlicht. Curt Backeberg stellte die Art 1951 in die Gattung Austrocylindropuntia. Weitere nomenklatorische Synonyme sind Cylindropuntia shaferi (Britton & Rose) Backeb. (1936), Austrocylindropuntia vestita var. shaferi (Britton & Rose) F.Ritter (1980), Maihueniopsis shaferi (Britton & Rose) R.Kiesling (1998) und Trichopuntia shaferi (Britton & Rose) Guiggi (2011).
Es werden folgende Varietäten unterschieden:
- Austrocylindropuntia shaferi var. shaferi
- Austrocylindropuntia shaferi var. humahuacana (Backeb.) R.Kiesling

In der Roten Liste gefährdeter Arten der IUCN wird die Art als „Least Concern (LC)“, d. h. als nicht gefährdet geführt.

## Nachweise